# Helen Taylor
Lady Helen Marina Lucy Taylorová (rozená Windsorová; * 28. dubna 1964) je členka britské královské rodiny. Je dcerou prince Edwarda, vévody z Kentu a Katharine, vévodkyně z Kentu, a pravnučka krále Jiřího V.  Je 44. v pořadí nástupnictví na britský trůn.

## Mládí
Lady Helen se narodila v Coppinsu, což je venkovský dům v Iveru v Buckinghamshire. Je jedinou dcerou vévody a vévodkyně z Kentu. Vystudovala školu Eton End v Datchetu a poté školu St Mary's School ve Wantage a Gordonstoun.
Podle bubeníka Lola Tolhursta byla lady Helen „nadšeným fanouškem kapely The Cure“. Na začátku 80. let kapelu navštívila v zákulisí koncertu.

## Manželství a děti
V 19 letech se Lady Helen setkala s Timothym Vernerem Taylorem (* 8. srpna 1963), obchodníkem s uměním a nejstarším synem velitele Michaela Vernera Taylora a Susan Geraldine Percyové. Vzali se o devět let později, 18. července 1992, v kapli sv. Jiří na hradě Windsor.
V roce 1998 byla jejímu manželovi diagnostikována Hodgkinova choroba.
Lady Helen a její manžel mají čtyři děti, které ji okamžitě následují v linii nástupnictví:
- Columbus George Donald Taylor (* 6. srpna 1994)
- Cassius Edward Taylor (* 26. prosince 1996)
- Eloise Olivia Katherine Taylor (* 2. března 2003)
- Estella Olga Elizabeth Taylor (* 21. prosince 2004)